# Свято-Никольский собор (Бобруйск)
Свя́то-Нико́льский собо́р (Свя́то-Никола́евский собо́р) — православный храм в городе Бобруйске Могилёвской области, кафедральный собор Бобруйской епархии Белорусского экзархата Русской православной церкви. Памятник синодального направления ретроспективно-русского стиля.

## История

### Предыстория
Один из предшествующих храмов был упомянут ещё в 1638 году в подымном реестре и в 1645 году в связи с православным братством. До 1812 года же городская церковь во имя Св. Николая находилась возле реки Березина. Однако в связи со строительством Бобруйской крепости она была перенесена на Паричский форштадт. После упразднения в 1829 году последнего и переселения его жителей в 1835 году было возведено новое деревянное здание храма, получившего статус церкви 2-го класса.
В 1879 году к приходу церкви относились жители Бобруйска с форштадтами и хуторами, деревни Орновичи, Писчаки, Кончани, Думановщина, Ясный Лес, Величково, Доманово. Общая численность прихожан в то время — 2069 мужчин и 2055 женщин. Протоиереем церкви был Фёдор Смолич, помощником являлся священник Иосиф Яхимович.

### Свято-Николаевский собор

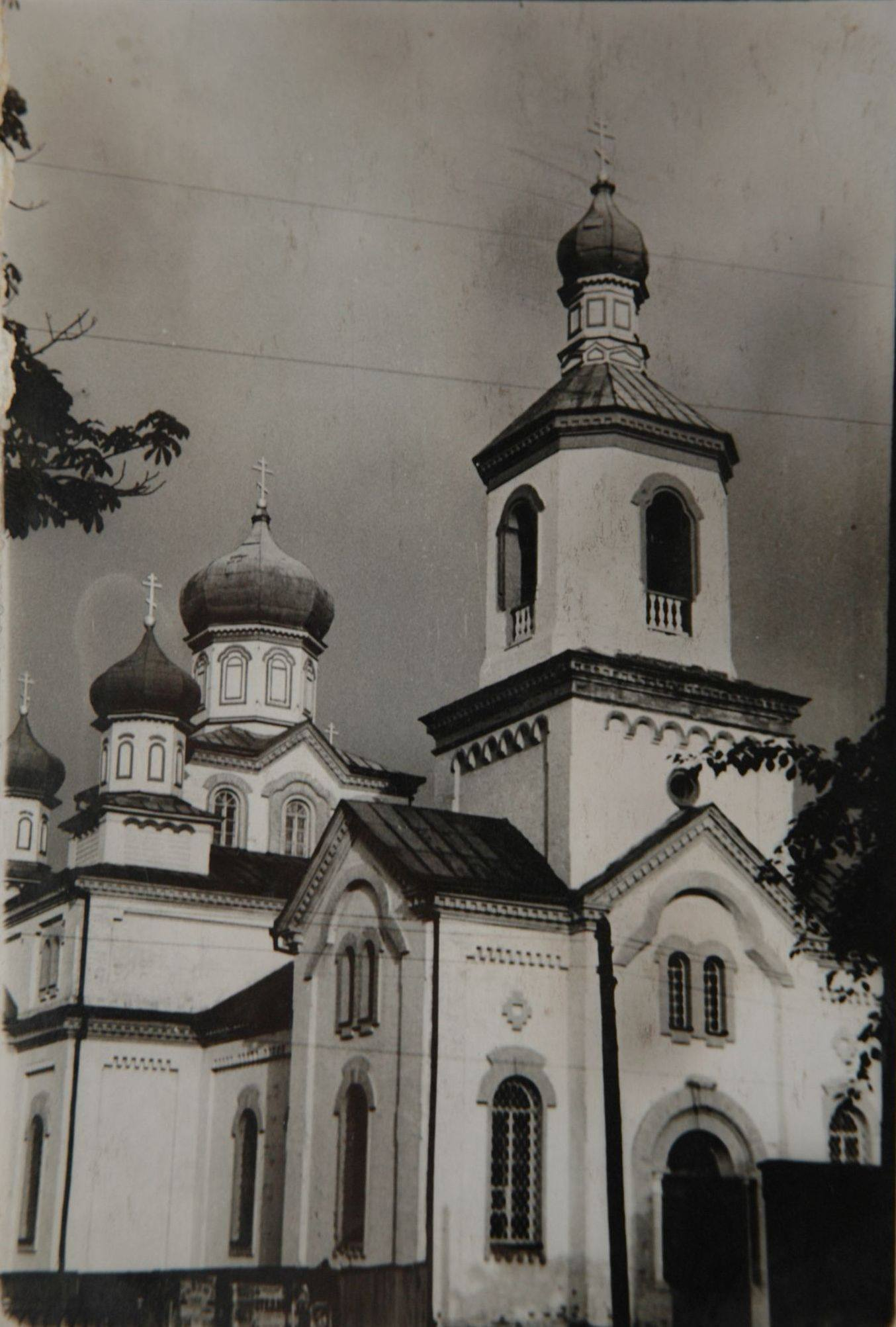
1910 год

В 1892—1894 годах на казённые средства и церковные пожертвования из кирпича было построено новое, каменное здание церкви — Свято-Николаевский собор. Кроме самого города, к приходу собора принадлежали 11 окрестных деревень. В 1902 году численность прихожан была следующей — 3312 мужчин и 3354 женщины. Свято-Николаевскому собору с приделом в честь Рождества Пресвятой Богородицы принадлежала и церковная земля — огородная (2 дес. 369 кв. саж.), пахотная (37 дес. 60 кв. саж.) и сенокосная (33 дес. 1865 кв. саж.). В состав причта на то время входили протоиерей, священник, диакон, два псаломщика. К собору относились деревянная Свято-Николаевская церковь на хуторе Луки, построенная в 1826 году; деревянная Софийская церковь на городском кладбище, деревянная Свято-Духовская церковь на Березинском форштадте города, построенная в 1901 году из материалов старого Свято-Николаевского соборного храма. Имелись церковно-приходские школы, в том числе одноклассная Бобруйская соборная.
При наступлении советской власти собор был закрыт. 28 апреля 1922 года, согласно акту Бобруйского финотдела, из храма было изъято ценностей на 2,5 тысячи золотых рублей. Собор возобновил свою деятельность во время Великой Отечественной войны. На территории, прилегающей к собору, оккупантами было устроено кладбище для захоронения погибших военнослужащих. После войны собор продолжил свою деятельность. В 1964 году церковь была закрыта: все предметы культа передали общине, здание же собора было переделано под плавательный бассейн. В 2003 году городскими властями для богослужений и таинств была отдана бывшая «пономарка», помещение слева от бывшего алтаря. Всё здание Свято-Никольского кафедрального собора передали Русской православной церкви 1 августа 2003 года; было начато восстановление собора. Освящение кафедрального собора состоялось 22 мая 2007 года в день памяти Святителя Николая Чудотворца при непосредственном участии Его Высокопреосвященства, Высокопреосвященнейшего Филарета, Митрополита Минского и Слуцкого, Патриаршего Экзарха всея Беларуси.

### Современное состояние

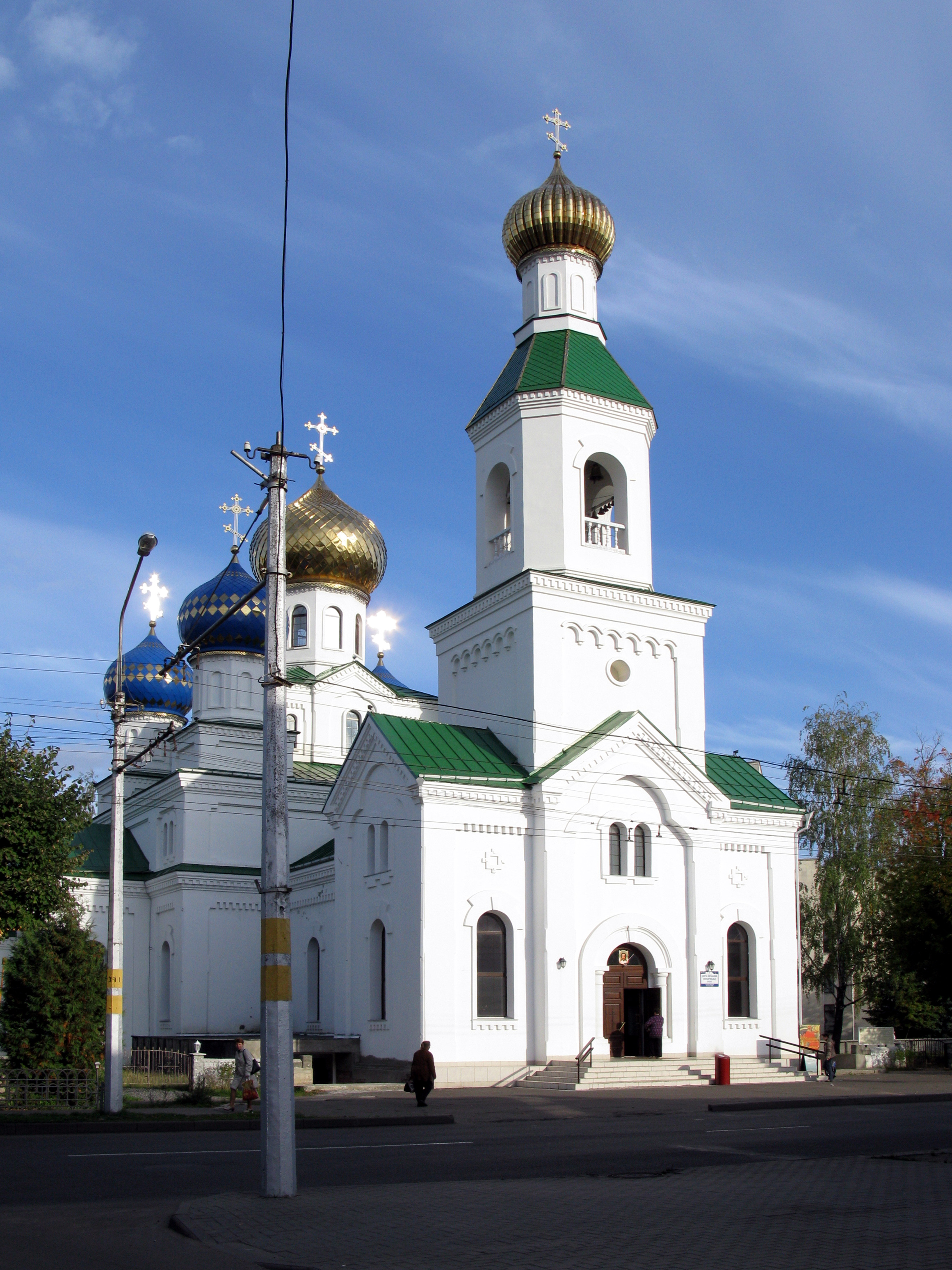
2010 год

В церкви два престола: первый освящён иерейским чином в 2001 году, второй — архиерейским чином в 2007 году. При церкви работают воскресная школа, сестричество, казачество, библиотека. Клирики — настоятель иерей Сергий Гусар, протоиерей Михаил Прокофьев, иерей Алексей Болотов, иерей Александр Симончик, диакон Аркадий Андреев, иеродиакон Павел (Журавский).

## Архитектура
Продольно-осевая композиция собора, состоящая из 4 частей, сформирована трёхъярусной звонницей-притвором, короткой трапезной, кубоподобным двухъярусным молитвенным залом с боковыми приделами и трёхлопастной полукруглой апсидой. Силуэт собора в свою очередь сформирован пятикупольем центрального объёма и головкой-луковкой звонницы. Традиционный набор оштукатуренных элементов, использованных в декоре собора, включает в себя следующие элементы: зубчатые фризы, угловые лопатки и бровки арочных оконных проёмов. Первоначально фон стен собора был розового цвета. Внутри собора второй, открытый ярус молитвенного зала и барабан центрального купола поддерживаются арочной системой и 4 мощными пилонами.

## Комментарии
1. ↑  Иногда как дату закрытия собора приводят 1967 год: Памяць: Гіст. дакум. хроніка Бабруйска. — Минск: Вышэйшая школа, 1995. — С. 749. — 756 с. — ISBN 5-339-00941-6..